# Skibo Castle
Skibo Castle (Schots-Gaelisch: Caisteal Sgìobail) is een groot privékasteel bij Dornoch, in de heuvels van de Highlands aan de oostkust van Schotland. Het landgoed beslaat ruim 10.000 hectare.
Het kasteel dateert uit het einde van de 12e eeuw. Het werd gebouwd door Gilbert de Moravia, bisschop van Caithness, en tot 1545 werd het door bisschoppen bewoond. In 1545 werd het kasteel aan John Gray gegeven ter versteviging van de banden tussen de bisschop en de familie Gray, uit angst voor de protestanten, die steeds verder naar het noorden kwamen.
Robert Gray stond het in 1745 af. Een familielid kocht het later en bouwde er een huis. Het landgoed wisselde regelmatig van eigenaar totdat het in 1872 werd gekocht door Evan Charles Sutherland-Walke, die het huis aanvankelijk uitbreidde en het landgoed beter onderhield. Toch was het geheel in verval geraakt toen Andrew Carnegie (1835-1919) het in 1897 voor een jaar huurde met optie tot koop. Carnegie kocht het landgoed in 1898. Hij liet het huis opknappen, kocht veel land bij en liet in 1898 door John Sutherland een 9-holes golfbaan aanleggen. De baan werd na Carnegies dood verwaarloosd. Het landgoed bleef tot 1982 eigendom van de familie Carnegie.
In 1990 besloot Peter de Savary 50.000.000 gulden in het landgoed te investeren. Het kasteel werd gerenoveerd en heeft nu 21 zeer luxueuze gastenkamers. The Carnegie Club werd in 2008 opgericht. De golfbaan werd door Donald Steel en Tom Mackenzie geheel opnieuw aangelegd en tot een 18-holes baan uitgebreid. David Thomson werd de head-pro. Verder kan men er vissen, paardrijden, croquet, snooker of tennis spelen of zwemmen in het historische edwardiaanse zwempaviljoen. Een paradijs voor maximaal 500 leden die dertig verschillende nationaliteiten hebben.
In 2003 werd de club verkocht aan Ellis Short, een Iers-Amerikaanse zakenman. Het is sinds 2008 een besloten club waarvan men slechts op uitnodiging lid kan worden.
Na een verblijf op het kasteel wordt men gerechtigd tot het dragen van de Skibo kilt.

## Trivia
- In 1995 trouwde Sam Torrance hier met actrice Suzanne Danielle.
- Op 28 december 1997 trouwde acteur Robert Carlyle hier met Anastasia Shirley.
- Op 20 december 2000 trouwde Madonna hier met de Britse regisseur Guy Ritchie.
- In december 2001 trouwden Ashley Judd en autocoureur Dario Franchitti hier.